# Anna fürdő (Szeged)
Az Anna fürdő (régebbi, ma is használt nevén Gőzfürdő) egy a szegedi belvárosban álló műemlék fürdőépület. A neoreneszánsz és török jegyeket felvonultató, eklektikus stílusban épült műemlék épületet 1896-ban építették Láng Adolf és Steinhardt Antal bécsi építészek tervei alapján.

## A fürdő története
Az 1879-es nagy szegedi árvíz után a városban mindössze egyetlen nem túl jól fölszerelt közfürdő maradt. A növekvő népességű város lakosai azonban igényelték a közfürdő létrehozását. Szeged városának megbízásából Ádok István Törökországba utazott, hogy az ottani fürdőkultúrát tanulmányozza. A török tapasztalatokat egy új szegedi fürdő létrehozásához kívánták felhasználni.
A város közgyűlése az 1890-es évek elején megvásárolta egy a Belvárosban fekvő Tisza Lajos körúti telket, amelynek fürdő célú beépítésére pályázatot írtak ki. A kiírt tervpályázatra öt pályamű érkezett, ezek közül a zsűri a bécsi Steinhardt Antal és Lang Adolf terveit választotta ki. Az osztrák tervezők egy elegáns utcai homlokzatú, gazdagon díszített fürdőépületet álmodtak meg, amelyben a férfi és női vendégeket térben elkülönítették. A tervek azonban olyan nagyra törőnek bizonyultak, hogy a város már a tervezési pályázat során lemondott teljes megvalósításukról. A város eltekintett a külön férfi és női fürdőrész kialakításáról és a két nem elválasztását a nyitvatartás szabályozásával oldották meg. (A fürdő más időszakokban várta férfi és női vendégeit.) Az építést Ádok István vezette.
A fürdőt 1896. szeptember 6-án nyitották meg. A városnak nem volt kapacitása az intézmény működtetésére, így pályázatot hirdetett a fürdő működtetésére. Az első pályázaton Antal József szentesi vállalkozó nyerte el az üzemeltetés jogát. Az építés és tervezés hiányosságai már a kezdeti időszakban kiütköztek, pótlásokat és javításokat kellett elvégezni, amelyeket újabb hitelfelvételekkel kellett fedezni. A hiányosságok oly' mértékűek voltak, hogy 1906 és 1909 között az épületet jelentősen át kellett alakítani.
1927-ben a fürdő közvetlen szomszédságában fúrták a 944 méteres talpmélységű Anna-kutat, amelyből az 52 fokos, emésztési panaszokat és a pajzsmirigy megbetegedéseit orvosló Anna-víz tört fel, amelyről a kút később a nevét kapta. A gyógyvizet bevezették a fürdőbe is, amelyet 1938-ban gyógyfürdői rangra emeltek. A második világháború éveiben 50 fős óvóhelyet építettek a fürdő alagsorában. Az 1950-es években több átalakítás is történt. Ez eredetileg üzleteknek otthont adó földszinti helyiségeket átalakították és összevonásukkal iszapgyógyászatot hoztak bennük létre. Az addigra leromlott állapotú fa tetőszerkezetet a formavilág megtartásával vasbetonra cserélték. Az 1950-es évektől kezdve a fürdőben az állam által finanszírozott gyógyítási tevékenység folyt.
2004-ben a fürdő épületét eredeti stílusát megőrizve teljes körűen felújították. Az épületen belül elválasztották a gyógyfürdő részleget az újonnan létrehozott wellnessfürdőtől. Az Anna fürdőben napjainkban is folyik gyógyítási tevékenység, az épületben reumatológiai rendelő működik.